# New Sharon (Iowa)
Pour les articles homonymes, voir New Sharon.
New Sharon est une ville du comté de Mahaska, en Iowa, aux États-Unis. Elle est créée en 1856 par Edward Quaintance et incorporée en 1871.

## Source de la traduction
- (en) Cet article est partiellement ou en totalité issu de l’article de Wikipédia en anglais intitulé « New Sharon, Iowa » (voir la liste des auteurs).